# Joachim Müncheberg
Joachim Müncheberg (31 décembre 1918, Friedrichsdorf - 23 mars 1943, Meknassy) est un pilote de chasse allemand ayant combattu lors de la Seconde Guerre mondiale. Après être entré dans l'infanterie de la Wehrmacht en 1936, il est transféré à la Luftwaffe deux ans plus tard. 
En 1939, il rejoint le Jagdgeschwader 26 où il remporte sa première victoire le 7 novembre 1939. Pendant la bataille d'Angleterre, Müncheberg sera ailier d'Adolf Galland, Gruppenkommandeur du III./JG 26. En août, il est promu Staffelkapitän de la 7e Staffel de la JG 26, et le 14 septembre 1940 lui est attribuée la croix de chevalier. 
Le 1er octobre 1942, Müncheberg est nommé Geschwaderkommodore du Jagdgeschwader 77, responsable de l'Afrique du Nord. Joachim Müncheberg revendiqua 135 victoires en plus de 500 missions sur tous les fronts, un des palmarès les plus respectables de la Luftwaffe [réf. nécessaire].

## Jeunesse et formation
Joachim Müncheberg est le fils d'un père ayant servi dans un régiment de cavalerie durant la Première Guerre mondiale. Sportif accompli dans sa jeunesse, notamment en athlétisme et au football, il rejoint la Wehrmacht dans l'infanterie en octobre 1936. Deux ans plus tard, l'Oberfähnrich Müncheberg est transféré dans la Luftwaffe à une époque où la qualité de formation des jeunes recrues est particulièrement élevée. Un mois après le déclenchement de la guerre en Europe, le Leutnant Müncheberg rejoint le III./JG 26 "Schlageter". Il n'a alors que 20 ans.

## Premiers succès
Après la chute de la Pologne, son unité est basée à la frontière avec la France et réalise des missions d'interception contre les attaques sporadiques conduites par les RAF. Müncheberg remporte à cette occasion sa première victoire le 7 novembre en abattant un bimoteur anglais Blenheim au-dessus du Rhin. C'est la première d'une très longue série, Müncheberg étant alors le parfait exemple de l'efficacité de la chasse allemande : formation poussée, jeunesse, motivation, le talent en plus. Durant l'offensive contre la France en mai 1940, il remporte huit autres succès, dont la moitié le 31 mai en abattant quatre appareils britanniques. C'est à la mi-juin que Müncheberg fait la connaissance de son nouveau Kommodore, un certain Adolf Galland, qui deviendra une légende vivante au sein de la Luftwaffe. 
Vient ensuite la bataille d'Angleterre. Après quatre victoires supplémentaires, l'Oberleutnant Müncheberg devient Staffelkapitän de la 7./JG 26 et reçoit le 14 septembre 1940, la croix de chevalier après 20 victoires. Ses faits d'armes lui valent une citation à l'ordre de l'armée (sa première de ses cinq au total). Il termine l'année avec un total de 23 victoires sans pour autant revendiquer de victoires multiples. Il fait cependant partie de la vingtaine de pilotes allemands ayant dépassés la barre des 20 succès pour l'année 1940.

## Opérations en Méditerranée
En février 1941, l'escadrille de Müncheberg devient la première à opérer en Méditerranée, à partir de base en Sicile. Elle va ainsi combattre l’adversaire britannique principalement au-dessus de Malte. Trois jours après son arrivée, Müncheberg est déjà victorieux d'un Hurricane ; entre février et mars, il descend neuf de ces chasseurs et un bombardier Wellington. La 7./JG 26  opère ensuite brièvement en Yougoslavie lors de la campagne des Balkans. Cette dernière fut brève (onze jours) mais Müncheberg revendique le 6 avril un chasseur Fury yougoslave et deux autres appareils détruits au sol.
L'unité rejoint alors Malte et les victoires s'enchaînent. Le 1er mai, un triplé lui permet de franchir la barre des quarante victoires. À ce stade de la guerre, seuls cinq pilotes allemands ont fait mieux. Le 7 mai, les feuilles de chêne lui sont accordées de même que les félicitations du Führer en personne. Il a alors 43 victoires. Parallèlement, il sera récompensé par le gouvernement de Mussolini avec la médaille d'or italienne pour bravoure (seul Allemand à recevoir cette décoration avec Hans-Joachim Marseille).

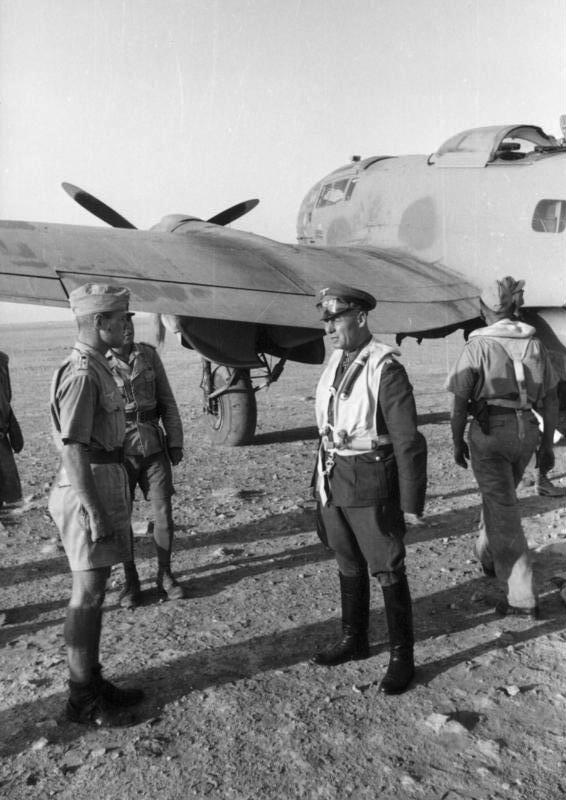
Le Generalfeldmarschall Erwin Rommel (au centre) et Joachim Müncheberg (à gauche) devant un bombardier Heinkel He 111.

La 7./JG 26 se déplace ensuite le continent africain en juin et juillet sur le sol libyen en soutien à l'Afrika korps de Rommel. Associé au I./JG 27, l'escadrille reste peu de temps sur ce front mais Müncheberg ajoute encore cinq succès à son palmarès, dont un Hawker Hurricane le 20 juin et deux Curtiss P-40 Tomahawk le 29 juillet, juste avant de regagner la Sicile. Au cours de son passage sur le front sud, la 7./JG 26 aura remporté une soixantaine de victoires pour la perte d’un seul pilote. Vingt-cinq sont à mettre au compte de son Staffelkapitän, Joachim Müncheberg.

## Retour en Europe
De retour en France en août, le jeune officier remporte le 29 sa 50e victoire sur un Spitfire. Le 19 septembre, il se voit promu Hauptmann et devient Kommandeur du II./JG 26. Inépuisable, il continue sa belle série de victoires et porte son score à 62 à la fin de l'année. C'est alors le troisième as par le nombre de victoires exclusivement sur le front Ouest (derrière Galland et Werner Mölders). Les combats dans la zone faiblissant, Müncheberg demande au Staffelkapitän de la 6./JG 26, l'Oberleutnant Walter Schneider (20 victoires) de transférer son escadrille à Abbeville. Ce dernier refuse en raison de la météo mais Müncheberg, qui n'est plus habitué à voler par mauvais temps depuis la Méditerranée, insiste. Le 22 décembre, Schneider décolle avec quatre autres pilotes mais tous les cinq se crasheront et périront. Müncheberg culpabilisera jusqu'à son propre décès.
L'année 1942 est tout aussi prolifique avec 21 nouvelles victoires entre le 13 mars et le 20 juin, toutes sur des Spitfire de la RAF (plus quatre autres non confirmées) dont très probablement l'as polonais le lieutenant-colonel Marian Pisarek (12 victoires), le 29 avril 1942. Ses 70e et 80e victoires tombent respectivement les 26 avril et 2 juin. Le 20, il en est à 83 victoires, toutes acquises avec la JG 26. Ce seront ses dernières et personne ne fera mieux au sein de cette escadre avant la fin de la guerre. Appelé à devenir Kommodore de la JG 51, il doit néanmoins se former au sein de cette unité avant d'en prendre officiellement le commandement. Müncheberg bénéficie toutefois d'une permission de trois semaines avant de retourner au front.

## La Russie
Le 22 juillet, il rejoint le Stab JG 51 sur le front Est. Les opportunités de victoires deviennent alors une formalité face un adversaire en deçà de la qualité des pilotes de la RAF. Müncheberg revendique 10 victoires en août et le 5 septembre, il franchit la barre magique des 100 victoires. Quatre jours plus tard, il devient le huitième pilote de la Luftwaffe à se voir proposé les glaives à sa croix de chevalier. Après une brève pause à la mi-septembre où il reçoit sa dernière décoration, il retourne au front et porte son score à 116 au 27 septembre. En tout, 33 appareils soviétiques seront tombés sous ses coups, lui-même étant abattu à deux reprises. 

## L'Afrique du Nord
Finalement, le 1er octobre 1942, le major Müncheberg est nommé à seulement 23 ans Kommodore de la JG 77 et retrouve l’Afrique du Nord, la Sicile et la Tunisie. La situation est cependant bien différente de l'année suivante car les Allemands sont sur la défensives et luttent de plus en plus en infériorité numérique. Müncheberg descend deux Spitfire en novembre et quatre P-40 au début du mois de décembre. Le 10 de ce mois, son Bf 109G-2 est sévèrement touché par des P-40 anglais ce qui oblige son pilote à un atterrissage forcé. 
Il ajoute sept avions de plus à son palmarès en janvier 1943, l'adversaire est maintenant non seulement britannique mais aussi américain. Le 13 mars, un P-39 devient sa 133e victime mais aussi sa 100e sur le front Ouest. Müncheberg devient ainsi le second pilote après Hans-Joachim Marseille à atteindre pareil score uniquement contre l'adversaire occidental (ils ne seront que 10 avant la fin de la guerre).

## La fin d'un pilote hors pair
Le 23 mars, Joachim Müncheberg descend son 135e adversaire, à nouveau un Spitfire, cependant ce dernier explose sous ses coups de l'Allemand qui percute les débris. Sévèrement touché et blessé, Müncheberg parvient tant bien que mal à sauter en parachute et à toucher le sol. Bien que l'équipe de recherche l'ait rapidement retrouvé, il décède sur le chemin qui le menait à l'hôpital de campagne, à 24 ans. Il fut enterré à El Aouina avant d'être déplacés au cimetière des héros à Tunis. Dans les années 1970, il fut rapatrié au cimetière militaire allemand de Borj Cédria.
Lors de son décès, le major Joachim Müncheberg avait effectué plus de 500 missions de combat et descendu 135 adversaires confirmés et 10 non confirmés : 102 à l'Ouest (dont 46 Spitfire, 32 Hurricane et 17 P-40) et 33 à l'Est (dont 14 Il-2).
Bien des années plus tard, l'as allemands Hartmann Grasser (103 victoires) qui le côtoya quand il était lui-même Kommandeur du II./JG 51 en Russie, qualifiera Müncheberg en ces termes :

« Joachim Müncheberg était quelqu'un d'excellent. Je trouve personnellement qu'il était aussi bon que Johannes Steinhoff, meilleur que lui et avec plus d'expérience. C'est mon avis personnel et aucunement irrespectueux envers Steinhoff que j'estime beaucoup. Müncheberg était toujours concentré sur le principal et avait la solution aux problèmes complexes. C'est vrai qu'il était très jeune, mais c'était une personne extrêmement intelligente, avec la capacité de distinguer entre l'important et le banal. Il bénéficia d'un entraînement au sein de la Luftwaffe avant la guerre et, en tant que protégé d'Adolf Galland, il apprit beaucoup entre-temps. Il était aussi très exigeant envers lui-même. Il était ambitieux, mais cette ambition n'a jamais perturbé ses autres qualités qui faisaient de lui un chef et un pilote extraordinaire. »